# Teurthéville-Hague
Teurthéville-Hague est une commune française, située dans le département de la Manche en région Normandie, peuplée de 1 029 habitants.

## Géographie

### Localisation
La commune est située au nord-ouest de la péninsule du Cotentin. Son bourg est à 11 km au nord-est des Pieux, à 12 km au sud-ouest de Cherbourg et à 13 km au sud-est de Beaumont-Hague.
Les communes limitrophes sont Héauville, Helleville, Saint-Christophe-du-Foc, Sideville, Sotteville, Virandeville et La Hague.

### Hydrographie
La commune est située dans le bassin Seine-Normandie. Elle est drainée par la Divette, le Marvis, la Neretz, le ruisseau de Houlbecq, le cours d'eau 01 du Hameau Guerrier, le ruisseau d'Etoupeville et divers autres petits cours d'eau,.
La Divette, d'une longueur de 28 km, prend sa source dans la commune de Bricquebosq et se jette dans la [Manche à Cherbourg-en-Cotentin, après avoir traversé huit communes.

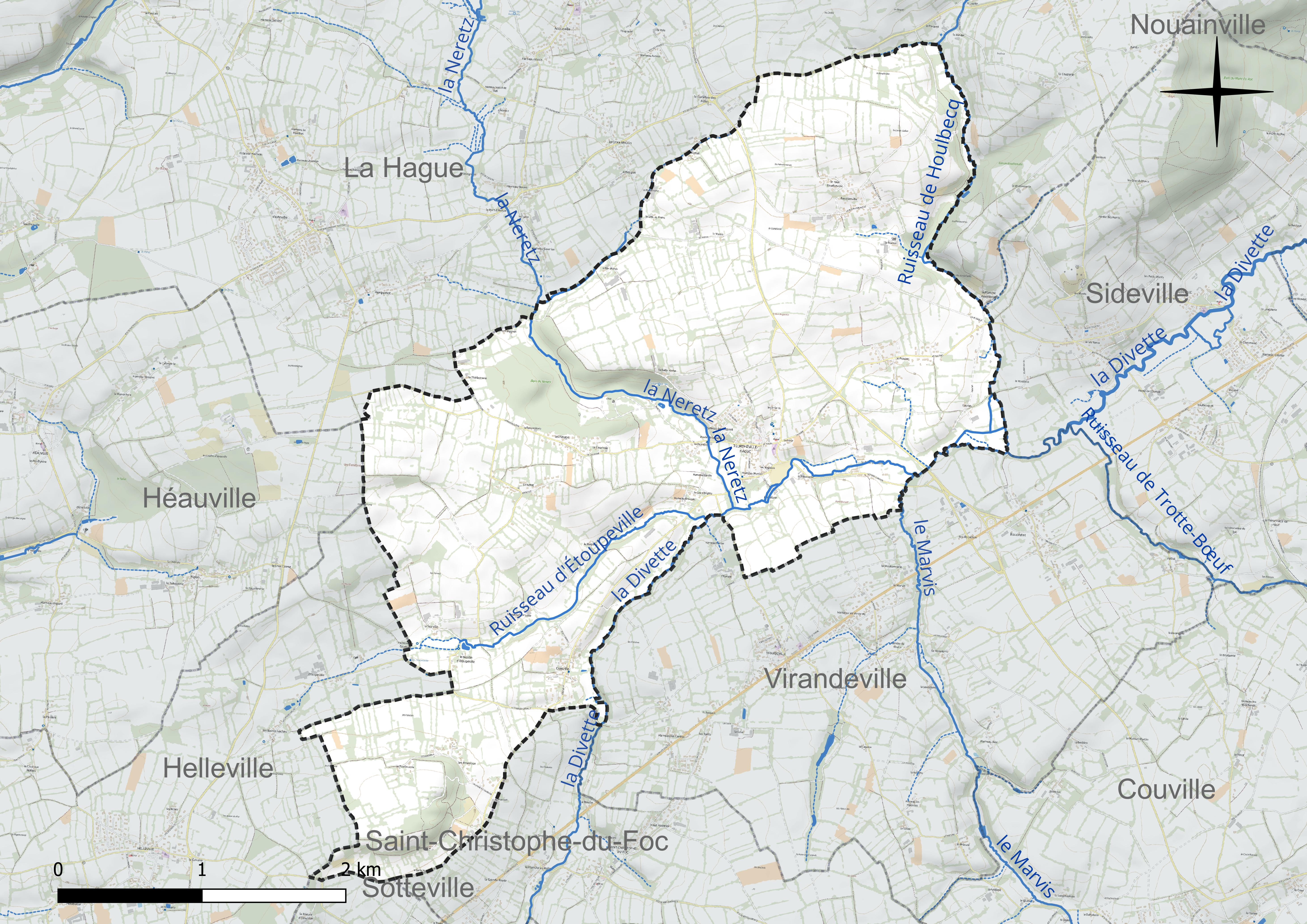
Réseau hydrographique de Teurthéville-Hague.

### Climat
Pour des articles plus généraux, voir Climat de la Normandie et Climat de la Manche.
En 2010, le climat de la commune est de type climat océanique franc, selon une étude du CNRS s'appuyant sur une série de données couvrant la période 1971-2000. En 2020, Météo-France publie une typologie des climats de la France métropolitaine dans laquelle la commune est exposée à un climat océanique et est dans la région climatique Normandie (Cotentin, Orne), caractérisée par une pluviométrie relativement élevée (850 mm/a) et un été frais (15,5 °C) et venté. Parallèlement le GIEC normand, un groupe régional d’experts sur le climat, différencie quant à lui, dans une étude de 2020, trois grands types de climats pour la région Normandie, nuancés à une échelle plus fine par les facteurs géographiques locaux. La commune est, selon ce zonage, exposée à un « climat maritime », correspondant au Cotentin et à l'ouest du département de la Manche, frais, humide et pluvieux, où les contrastes pluviométrique et thermique sont parfois très prononcés en quelques kilomètres quand le relief est marqué.
Pour la période 1971-2000, la température annuelle moyenne est de 10,8 °C, avec une amplitude thermique annuelle de 11 °C. Le cumul annuel moyen de précipitations est de 942 mm, avec 14,7 jours de précipitations en janvier et 7,8 jours en juillet. Pour la période 1991-2020, la température moyenne annuelle observée sur la station météorologique la plus proche, située sur la commune de Cherbourg-en-Cotentin à 10 km à vol d'oiseau, est de 12,1 °C et le cumul annuel moyen de précipitations est de 963,9 mm,. Pour l'avenir, les paramètres climatiques de la commune estimés pour 2050 selon différents scénarios d’émission de gaz à effet de serre sont consultables sur un site dédié publié par Météo-France en novembre 2022.

## Urbanisme

### Typologie
Au 1er janvier 2024, Teurthéville-Hague est catégorisée commune rurale à habitat dispersé, selon la nouvelle grille communale de densité à sept niveaux définie par l'Insee en 2022.
Elle est située hors unité urbaine.
Par ailleurs la commune fait partie de l'aire d'attraction de Cherbourg-en-Cotentin, dont elle est une commune de la couronne,. Cette aire, qui regroupe 77 communes, est catégorisée dans les aires de 50 000 à moins de 200 000 habitants,.

### Occupation des sols
L'occupation des sols de la commune, telle qu'elle ressort de la base de données européenne d’occupation biophysique des sols Corine Land Cover (CLC), est marquée par l'importance des territoires agricoles (93,9 % en 2018), une proportion identique à celle de 1990 (93,9 %).
La répartition détaillée en 2018 est la suivante : prairies (52,2 %), terres arables (29,7 %), zones agricoles hétérogènes (12 %), forêts (6,1 %).

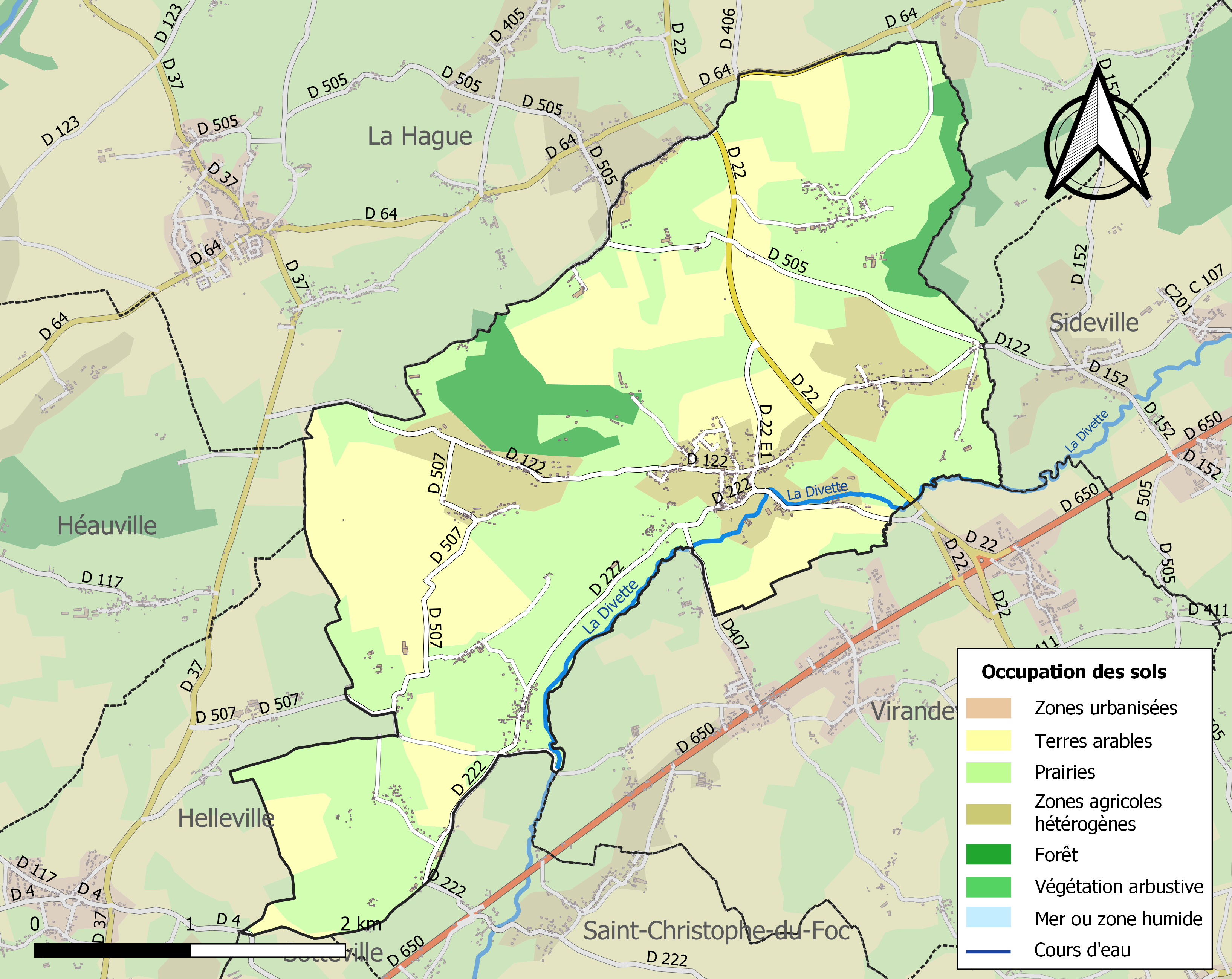
Carte des infrastructures et de l'occupation des sols de la commune en 2018 (CLC).

L'évolution de l’occupation des sols de la commune et de ses infrastructures peut être observée sur les différentes représentations cartographiques du territoire : la carte de Cassini (XVIIIe siècle), la carte d'état-major (1820-1866) et les cartes ou photos aériennes de l'IGN pour la période actuelle (1950 à aujourd'hui).

### Habitat et logement
En 2018, le nombre total de logements dans la commune était de 452, alors qu'il était de 409 en 2013 et de 354 en 2008.
Parmi ces logements, 90 % étaient des résidences principales, 4,6 % des résidences secondaires et 5,4 % des logements vacants. Ces logements étaient pour 99,6 % d'entre eux des maisons individuelles et pour 0,2 % des appartements.
Le tableau ci-dessous présente la typologie des logements à Teurthéville-Hague en 2018 en comparaison avec celle de la Manche et de la France entière. Une caractéristique marquante du parc de logements est ainsi une proportion de résidences secondaires et logements occasionnels (4,6 %) inférieure à celle du département (15 %) et à celle de la France entière (9,7 %). Concernant le statut d'occupation de ces logements, 89,8 % des habitants de la commune sont propriétaires de leur logement (87 % en 2013), contre 63,5 % pour la Manche et 57,5 % pour la France entière.
| Typologie                                               | Teurthéville-Hague | Manche | France entière |
| ------------------------------------------------------- | ------------------ | ------ | -------------- |
| Résidences principales (en %)                           | 90                 | 76,7   | 82,1           |
| Résidences secondaires et logements occasionnels (en %) | 4,6                | 15     | 9,7            |
| Logements vacants (en %)                                | 5,4                | 8,4    | 8,2            |

## Toponymie
Le nom de la localité est attesté sous les formes Torquetevilla au XIIe siècle, et en 1221, Torquetelvilla en 1251, Torquetevilla en 1274, Torquetevilla en 1278 et en 1279, Torquetevilla en 1332, Torquetevilla en 1351 et en 1352, Tourquetheville en 1402, Tourqueteville en 1459, Tourqueteville en la Hague en 1459, Turqueteville a la Hague en 1551, Torqueteville a la Hague en 1552 et en 1553, Turqueteville a la Hague en 1562.
Il s'agit d'une formation toponymique médiévale en -ville au sens ancien de « domaine rural ». Le premier élément Teurthé- (prononcé traditionnellement « teurteu ») représente l'anthroponyme norrois Thorketill,,,. Il faut comprendre Þórkætill / Þorketill (vieux danois Thorketil). Il se perpétue dans le nom de famille normand Turquetil et ses variantes.
Le déterminant fait référence au pays Hague.

## Histoire

### Moyen Âge
Une foire annuelle dite de la Saint-Michel se tient sur la lande d'Estoublon. C'est Radulfus (Raoul) de Baudritot, qui en 1200, avait obtenu le droit de tenir une foire d'un jour, le 29 septembre, de Jean sans Terre contre le versement au roi de treize besants d'or.

### Temps modernes
En 1567, Michel de Hurtebye, sieur de Baudienville, est taxé pour ce fief de 4 livres dans le rôle des nobles et roturiers, au titre du ban et de l'arrière ban de la vicomté de Coutances, réalisé par Gilles Dancel, seigneur d'Audouville, lieutenant général du bailli de Cotentin, tenu à Coutances les 20-22 octobre. Le fief de Baudienville à Teurthéville-Hague, qui valait un huitième de fief de haubert, était tenu du roi sous la vicomté de Valognes.

## Politique et administration

### Rattachements administratifs et électoraux

#### Rattachements administratifs
La commune se trouve dans l'arrondissement de Cherbourg du département de la Manche.
Elle faisait partie de 1801 à 1973 du canton d'Octeville, année où elle intègre le canton d'Equeurdreville-Hainneville. Dans le cadre du redécoupage cantonal de 2014 en France, cette circonscription administrative territoriale a disparu, et le canton n'est plus qu'une circonscription électorale.

#### Rattachements électoraux
Pour les élections départementales, la commune fait partie depuis 2014 du canton de Cherbourg-en-Cotentin-3
Pour l'élection des députés, elle fait partie de la quatrième circonscription de la Manche.

### Intercommunalité
Teurthéville-Hague était membre de la petite communauté de communes de Douve et Divette, un établissement public de coopération intercommunale (EPCI) à fiscalité propre créé en 1992 et auquel la commune avait transféré un certain nombre de ses compétences, dans les conditions déterminées par le code général des collectivités territoriales.
Dans le cadre des dispositions de la loi portant nouvelle organisation territoriale de la République du 7 août 2015, qui prévoit que les établissements publics de coopération intercommunale (EPCI) à fiscalité propre doivent avoir un minimum de 15 000 habitants, cette intercommunalité a fusionné avec ses voisines pour former, le 1er janvier 2017, la communauté d'agglomération du Cotentin, dont est désormais membre la commune.

### Administration municipale
Compte tenu de la population de la commune, son conseil municipal est composé de quinze membres dont le maire et ses adjoints.

### Liste des maires
| Période                                                                                       | Période        | Identité                  | Étiquette | Qualité                    |
| --------------------------------------------------------------------------------------------- | -------------- | ------------------------- | --------- | -------------------------- |
| 1800                                                                                          | 1802           | Jacques Hamelin           |           |                            |
| 1802                                                                                          | 1812           | Louis Lannée              |           |                            |
| 1812                                                                                          | 1818           | Jean Lecoutour            |           |                            |
| 1818                                                                                          | 1821           | François Arthur Lecoutour |           |                            |
| 1831                                                                                          | 1837           | Jean Lecoutour            |           |                            |
| 1837                                                                                          | 1843           | Pierre Mancel             |           |                            |
| 1843                                                                                          | 1852           | Jacques Chauvin           |           |                            |
| 1852                                                                                          | 1853           | Jean Lecoutour            |           |                            |
| 1853                                                                                          | 1865           | Pierre Lehuby             |           |                            |
| 1865                                                                                          | 1871           | Louis Mancel              |           |                            |
| 1871                                                                                          | 1874           | Jean Pouilly              |           |                            |
| 1874                                                                                          | 1881           | Paul Lebuhotel            |           |                            |
| 1881                                                                                          | 1899           | Thomas Gosselin           |           |                            |
| 1900                                                                                          | 1905           | Charles Turbert           |           |                            |
| 1905                                                                                          | 1912           | Thomas Gosselin           |           |                            |
| 1912                                                                                          | 1935           | Louis Gosselin            |           |                            |
| 1935                                                                                          | 1959           | Alexandre Toulorge        |           |                            |
| 1959                                                                                          | 1962           | Paul Lequertier           |           |                            |
| 1962                                                                                          | 1977           | Louis Letellier           |           |                            |
| 1977                                                                                          | 1983           | Louis Gosselin            |           |                            |
| 1983                                                                                          | 1995           | Jean Lemagnen             |           |                            |
| 1995                                                                                          | septembre 2023 | Joël Jouaux               |           | Agriculteur Démissionnaire |
| 2023                                                                                          | En cours       | Fabrice Hussenet          |           |                            |
| Une partie des données est issue d'une liste établie par Jean Pouëssel et Pierre Lescallier . |                |                           |           |                            |

## Population et société
Les habitants de la commune sont appelés les Teurthévillais.

### Démographie
L'évolution du nombre d'habitants est connue à travers les recensements de la population effectués dans la commune depuis 1793. Pour les communes de moins de 10 000 habitants, une enquête de recensement portant sur toute la population est réalisée tous les cinq ans, les populations de référence des années intermédiaires étant quant à elles estimées par interpolation ou extrapolation. Pour la commune, le premier recensement exhaustif entrant dans le cadre du nouveau dispositif a été réalisé en 2005.

En 2022, la commune comptait 1 029 habitants, en évolution de −1,72 % par rapport à 2016 (Manche : −0,31 %, France hors Mayotte : +2,11 %).
| 1793 | 1800  | 1806  | 1821  | 1831  | 1836  | 1841  | 1846  | 1851  |
| ---- | ----- | ----- | ----- | ----- | ----- | ----- | ----- | ----- |
| 958  | 1 009 | 1 067 | 1 192 | 1 187 | 1 168 | 1 128 | 1 093 | 1 075 |

| 1856  | 1861 | 1866 | 1872 | 1876 | 1881 | 1886 | 1891 | 1896 |
| ----- | ---- | ---- | ---- | ---- | ---- | ---- | ---- | ---- |
| 1 002 | 964  | 990  | 865  | 880  | 780  | 715  | 687  | 607  |

| 1901 | 1906 | 1911 | 1921 | 1926 | 1931 | 1936 | 1946 | 1954 |
| ---- | ---- | ---- | ---- | ---- | ---- | ---- | ---- | ---- |
| 606  | 597  | 628  | 606  | 602  | 601  | 587  | 628  | 555  |

| 1962 | 1968 | 1975 | 1982 | 1990 | 1999 | 2005 | 2006 | 2010 |
| ---- | ---- | ---- | ---- | ---- | ---- | ---- | ---- | ---- |
| 566  | 541  | 460  | 563  | 731  | 746  | 815  | 823  | 915  |

| 2015  | 2020  | 2022  | - | - | - | - | - | - |
| ----- | ----- | ----- | - | - | - | - | - | - |
| 1 027 | 1 032 | 1 029 | - | - | - | - | - | - |

Teurthéville-Hague a compté jusqu'à 1 192 habitants en 1821.

## Culture locale et patrimoine

### Lieux et monuments
- Menhirs des Pierres Tournantes situés à proximité du château de Néretz.
- Église Notre-Dame de l'Assomption des XIIe – XVe siècles. L'édifice, bâtie vers 1130, et rénovée par la suite, comprend une tour coiffée en bâtière entre la nef et le chœur et des gargouilles autour du chœur. Son portail occidental du XIIe siècle montre l'association d'une arkose rouge et du calcaire d'Yvetot-Bocage[39]. Quant au chœur il est daté du XIVe siècle[40].

L'église abrite une Vierge à l'Enfant en albâtre du début du XVe classée au titre objet aux monuments historiques, ainsi qu'un saint Sébastien et un saint Abbé des XVe et XVIe siècles. Elle est aujourd'hui rattachée à la nouvelle paroisse Sainte-Bernadette du doyenné de Cherbourg-Hague.
- Ancienne chapelle de Grisetot du XIXe siècle.
- Château de Néretz du XIXe siècle avec parc et bois.
- Manoir de Baudienville des XVe et XVIe siècles.
- Village pittoresque de Craville avec son lavoir.
- Fontaine Saint-Méen : comme son vocable l'indique, elle est présumée guérir les maladies de peau[27].
- Douze lavoirs.
- Moulin de la Vallée.